# Mick Abrahams
Michael Timothy 'Mick' Abrahams (* 7. dubna 1943, Luton, Bedfordshire, Velká Británie) byl původní kytarista skupiny Jethro Tull. Nahrál se skupinou v roce 1968 album This Was, ale spory o další hudební směřování, které měl se zpěvákem Ianem Andersonem, skončily jeho odchodem hned po dokončení alba. Abrahams trval více na blues-rockovém směru, zatímco Anderson chtěl do hudby J. Tull začlenit folkové a jazzové vlivy. Nejdříve byl nahrazen Tonym Iommim, který od J. Tull odešel po pár týdnech do formující se skupiny Black Sabbath a pak Martinem Barre, který v Jethro Tull zůstal dodnes.
Abrahams odešel, aby založil Blodwyn Pig a nahrál s touto skupinou dvě alba, Ahead Rings Out a Getting to This, než ji v roce 1970 opustil. Abrahams pak pokračoval ve vydáváni alb se skupinou Mick Abrahams Band a s nově fromovanou verzí skupiny Blodwyn Pig.
Abrahams způsobil diskuze v kruzích fanoušků J. Tull tím, že koncem 90. let zformoval skupinu s názvem This Was, složenou z bývalých členů Jethro Tull (s výjimkou Iana Andersona), aby hráli písničky z tehdejší éry skupiny Jethro Tull. Tull fans to odmítli, ale Ian Anderson tím zřejmě uražen nebyl, protože v těch letech si Abrahams a Anderson vzájemně hostovali na svých albech. Abrahams se také zúčastnil sešlosti všech současných i bývalých členů Jethro Tull, které se stalo jednou z největších hudebních událostí za poslední roky.

## Diskografie
Sólová
- 1971 – Mick Abrahams
- 1972 – At Last
- 1975 – Learning to Play Guitar With
- 1996 – One
- 1996 – Mick's Back
- 1997 – Live in Madrid
- 1999 – This Is
- 2000 – See My Way
- 2003 – Live: All Tore Down
- 2005 – Leaving Home Blues
- 2008 – This Was
- 2008 – Times Have Changed

s Jethro Tull
- 1968 – This Was

s Blodwyn Pig
- 1969 – Ahead Rings Out
- 1970 – Getting to This